# Звезди във вековете
„Звезди във вековете“ е книга-албум, представяща информация за загиналите участници от 09.06.1923 до 09.09.1944 г. в политически борби на крайнолевите политически партии, осъществявани с политически акции и терористични действия срещу правителствата на България и съществуващата публична власт.
Книгата е подготвена в резултат на многогодишно проучване от „Музея за революционното движение в България“ и данните са публикувани с отпечатването ѝ от Издателството на Българската комунистическа партия през 1972. Данните, публикувани в нея, са много различни от оповестяваните през предходните години на комунистическо управление и много близки до онези, които биват публикувани след 1990 година.

## Таблици

### Загинали във въоръжените действия срещу държавната власт в България по партийна принадлежност
| Окръг                        | БРСДП (т.с.) БКП РП, БКМС РМС БОНСС | Анархисти | БЗНС, ЗМС | ВМРО | Други партии | Безпартийни | Общо |
| ---------------------------- | ----------------------------------- | --------- | --------- | ---- | ------------ | ----------- | ---- |
| Дейци от национално значение | 129                                 | -         | 14        | 5    | -            | 4           | 152  |
| Благоевград                  | 142                                 | -         | 35        | 4    | -            | 31          | 212  |
| Бургас                       | 143                                 | -         | 14        | -    | -            | 23          | 180  |
| Варна                        | 61                                  | -         | 3         | -    | -            | 5           | 69   |
| Велико Търново               | 130                                 | 15        | 6         | -    | -            | 27          | 178  |
| Видин                        | 123                                 | -         | 19        | -    | -            | 8           | 150  |
| Враца                        | 139                                 | -         | 16        | -    | -            | 14          | 169  |
| Габрово                      | 120                                 | -         | 5         | -    | -            | 21          | 146  |
| Добрич (Толбухин)            | 13                                  | -         | -         | -    | -            | 2           | 15   |
| Кюстендил                    | 59                                  | 2         | 4         | -    | -            | 12          | 77   |
| Ловеч                        | 214                                 | 2         | 17        | -    | -            | 51          | 284  |
| Монтана (Михайловград)       | 310                                 | 4         | 69        | -    | 4            | 46          | 433  |
| Пазарджик                    | 269                                 | 3         | 22        | -    | -            | 20          | 314  |
| Перник                       | 90                                  | 1         | 6         | -    | -            | 4           | 101  |
| Плевен                       | 115                                 | -         | 9         | -    | -            | 12          | 136  |
| Пловдив                      | 560                                 | -         | 15        | -    | 1            | 97          | 673  |
| Разград                      | 20                                  | -         | -         | -    | -            | 3           | 23   |
| Русе                         | 28                                  | -         | -         | -    | -            | 3           | 31   |
| Силистра                     | 12                                  | 3         | -         | -    | -            | 1           | 16   |
| Сливен                       | 114                                 | 14        | 8         | -    | -            | 16          | 152  |
| Смолян                       | 6                                   | -         | -         | -    | -            | 2           | 8    |
| София и Софийски окръг       | 573                                 | 6         | 86        | -    | -            | 62          | 727  |
| Ст. Загора                   | 167                                 | -         | 4         | -    | -            | 13          | 184  |
| Търговище                    | 127                                 | -         | 6         | -    | -            | 29          | 162  |
| Хасково                      | 61                                  | 1         | 14        | -    | -            | -           | 76   |
| Шумен                        | 49                                  | 2         | 3         | -    | -            | 11          | 65   |
| Ямбол                        | 68                                  | 1         | 2         | -    | -            | 12          | 83   |
| Общо                         | 3842                                | 54        | 377       | 9    | 5            | 529         | 4816 |

### Загинали през периода 1923 – 1926 г.
| В Юнското и Септемврийското въстания през 1923 г.           | 876 |
| През периода 1924 – 1926 г.                                 | 503 |
| Анархисти и членове на партизански чети през 1924 – 1926 г. | 105 |
| От междуособиците в македонските организации                | 76  |

### Загинали през периода 1927 – 1940 г.
| Загинали през 1927 – 1940 г., вкл. и осъдените на смърт | Починали в затворите 1923 – 1944 г. | Починали от естествена смърт или след боледуване след полицейски инквизиции за периода 1923 – 1944 г. | Починали при случайни обстоятелства и нещастни случай за периода 1923 – 1944 г. |
| ------------------------------------------------------- | ----------------------------------- | --- | ------------------------------------------------------------------------------- |
| 161                                                     | 61                                  | 329                                                                                                   | 18                                                                              |

### Загинали като участници в съпротивата на други държави
| Загинали като интербригадисти в Испания 1936 – 1939 г. | Загинали като участници в съпротивата на други държави 1923 – 1945 г. |
| ------------------------------------------------------ | --------------------------------------------------------------------- |
| 52                                                     | 56                                                                    |

### Загинали в СССР
| Починали в СССР от естествена смърт | Загинали от репресиите в СССР 1936 – 1939 г. | Загинали като бойци от Червената армия 1941 – 1945 г. |
| ----------------------------------- | -------------------------------------------- | ----------------------------------------------------- |
| 19                                  | 73                                           | 39                                                    |

### Загинали през периода 1941 – 1944 г.
| Загинали като нелегални, партизани, ятаци и участници в бойни групи 1941 – 1944 | Осъдени на смърт |
| ------------------------------------------------------------------------------- | ---------------- |
| 2380                                                                            | 68               |

## Други източници и достоверност
За оценка достоверността на информацията поместена в книгата може да се направи съпоставка с публикуваната подобна информация в други източници.
Разпространяваните данни за загиналите в Съпротивата са много противоречиви и силно оцветени политически. Голяма част от разпространяваната информация не почива на никакви статистически данни, а се използват качествени оценки като около, приблизително, много. Българската историография по време на тоталитарния комунистически режим, дава повече манипулиращи обществото политически оценки, отколкото информация, почиваща на достоверни исторически данни и факти. Нещо повече – един и същ източник по време на комунистическото управление дава в различни периоди различни данни, понякога различаващи се в пъти. Така например, особено по електронните медии, все още се изказват мисли за 100 000 души загинали в Съпротивата само за периода 1941 – 1944 година.
Статистическите данни от полицейските архиви от преди 9 септември 1944 г., посочени от Иван Илчев показват, че от 1941 до април 1943 година са убити 122 бойци. Други 6000 са задържани за разследване и или са освободени, или са осъдени, или изпратени в лагер. В коментар на радио Лондон се съобщава, че в доклад пред Парламента Министърът на вътрешните работи Дочо Христов твърди, че през последните три месеца на 1943 година " в стълкновение с полицейски части са убити 404 партизани". Изявени са съмнения, че тези данни са преувеличени, за да се успокоят съюзниците и обществеността за ангажираността на правителството за вътрешната сигурност в държавата. 
След деветосептемврийския преврат през 1944 година в печата се появяват силно противоречиви сведения, за загиналите от 1923 до 1944 г., както и за числеността на партизанските формирования, за мащабите на действията им и по отношение на загубите.
За периода 1941 – 1944 г. в. „Дума“ публикува информация за загиналите:„През този период бяха убити 9140 партизани, без съд и присъда, бяха разстреляни 20 700 ятаци и помагачи“.
В История на Българската комунистическа партия за същия период се отбелязват приблизително подобни данни – " в борбата са „паднали 9000 убити партизани“ и над „20 000 ятаци и помагачи“.
За да даде тежест на участието на България във войната срещу Германия, Правителството представя на Парижката мирна конференция данни, които включват 29 210 жертви антифашисти и ятаци, като 900 от тях са убити като партизани, издадени са 1590 смъртни присъди и т.н.
Всички тези различни данни показват колко неточна, недостоверна и необоснована е тази информация. Може да се приеме, че по обективни или субективни причини броят на жертвите са завишавани както преди, така и след 09.09.1944 г. В единия случай за да се демонстрира активност, а в другия случай, за да увеличи тежестта на действията на съпротивата и да се легализира БКП(к) като водеща сила в новата власт.
По поръчка на ЦК на БКП е извършено проучване от Музея на революционното движение в България. Това изследване е публикувано в неговия годишник („Победа“, София, 1969), но не е направено нищо тази информация да стане широко известна. 

"Издирените и уточнени от нас лица (за периода юни 1923-септември 1944) както казахме възлизат на 5639 души, в това число и по-видни дейци, починали след тежки полицейски инквизиции или в резултат на разклатеното от инквизиция здраве".
Издаденият три години по-късно албум „Звезди във вековете“ от Музея включва за този период по-малко загинали участници в съпротивата срещу държавната власт – общо 4816 души. Изследването се разпростира само до 09.09.1944 г. и вероятно разликата с информацията от издадения годишник на музея през 1969 година, се дължи на това, че в албума не са включени починалите след тази дата в следващите 25 години от естествена смърт или инквизиции, поради недоказуемостта на този факт. Като се има предвид поръчителя, професионализма на институцията работила по изследването и издателството на ЦК на БКП, като гарант за достоверността на представения материал и конкретната информация съдържаща се в албума, не може да се твърди за преувеличение броя на загиналите в политическото противоборство на БКП срещу държавната власт в България. Поради голямата разлика между предлаганите данни в книгата и разпространяваните такива от най-видни представители на комунистическата власт, от популярни издания и пресата, от политическата и историческата литература, може да се приеме, че това е най-достоверната официално публикувана информация.
Българската марксическа историография разглежда тези въпроси от „класово-партийни позиции“. Не се разкриват причините за превратностите в българската история, идеолозите и вдъхновителите на крайните средства за водене на партизански действия, граничеща с тероризъм. Чрез емоционално въздействащи описания в историята се разглеждат различни събития, като се омаловажава организацията и кървавите действия на левите сили и се насажда омраза към действията на противостоящата страна.
В „Кратка история на България“  се дават следните данни:
- За Юнското въстание през 1923 г.:
„Разпростряло се почти в цялата страна, обхванало повече от 100 хиляди души, Юнското въстание завърши с поражение. Стотици жертви даде трудовия народ в този първи въоръжен сблъсък с буржоазната реакция.“
- „Около пет хиляди души намериха мъченическа смърт през кървавите септемврийски дни и нощи на 1923.“

- За Априлските събития и Атентата в черквата „Св. Неделя“ е записано:

„На 16 април 1925 по време на опелото на генерала, избухна взрив в катедралата „Св. Неделя“. Десетки хора загинаха. Но управляващите останаха невредими.
 Атентатът бе дългоочакваният от реакцията повод, за да изпълни своя пъклен план. Тринадесет хиляди души бяха арестувани, от които половината съдени и осъдени... Без съд и присъда бяха избити стотици и сред тях изтъкнати ръководители на БКП Коста Янков, Иван Манев...“
През 1981 година, когато е издадена тази книга, са били известни всички факти дадени по-горе, но историците не са ги ползвали при съставянето на т. нар. История на България. Данните публикувани през 1972 година от Музея на революционното движение в България, но неприети, некоментирани и непубликувани доказват манипулиращия характер на издаваната историческа литература в България и нейната подчиненост на водената по това време партийна политика. Историческите факти, противостоящи на по-горе отпечатаните твърдения са:
- В Юнското въстание при водените сражения и след това са загинали 35 души.
- В Септемврийското въстание по време на водените бойни действия и от репресии след това са загинали общо 841 души.
- За периода 1924 – 1926 г. при провеждане на терористични акции и действия на анархистични чети, в междуособиците и противопоставянето на политически противници вътре във ВМРО, нелегална дейност на дейци на БКП в т. нар. Априлски събития и след атентата в църквата, включително и осъдените на смърт, общо загиналите са 684 души.
- От атентата в черквата „Св. Неделя“ са загинали не десетки, а 150 души. Ранени са 300.